# Georgios Pitharoulis
Georgios Pitharoulis (Grieks: Γεώργιος Πιθαρούλης) (Levanger, 4 juni 1990) is een Grieks voetballer die als middenvelder voor onder andere Helmond Sport speelde.

## Carrière
Georgios Pitharoulis speelde in de jeugd van Levanger FK en bij AO Kritsas. Van 2007 tot 2009 speelde hij met OFI Kreta in de Super League, het hoogste niveau van Griekenland, en kwam tot drie wedstrijden in twee seizoenen. Hierna speelde hij op het tweede en derde niveau van Griekenland voor Olympiakos Chersonissos, APS Panthrakikos en Panachaiki GE. De eerste seizoenshelft van het seizoen 2011/12 kwam Pitharoulis uit voor Helmond Sport. Hij speelde zijn enige wedstrijd op 23 september 2011, een 2-2 gelijkspel tegen SC Cambuur. Hij kwam in de 87e minuut in het veld voor Aart Verberne. Na een half jaar vertrok Pitharoulis naar AO Chania, waarna hij voor AO Episkopi, OFI Kreta, AO Agios Nikolaos, OF Ierapetra en AO Agios Nikolaos speelde.

### Statistieken
| Seizoen                     | Club                    | Land           | Competitie      | Competitie | Competitie | Beker | Beker | Totaal | Totaal |
| Seizoen                     | Club                    | Land           | Competitie      | Wed.       | Dlp.       | Wed.  | Dlp.  | Wed.   | Dlp.   |
| --------------------------- | ----------------------- | -------------- | --------------- | ---------- | ---------- | ----- | ----- | ------ | ------ |
| 2007/08                     | OFI Kreta               | Griekenland    | Super League    | 0          | 0          | 0     | 0     | 0      | 0      |
| 2008/09                     | OFI Kreta               | Griekenland    | Super League    | 3          | 0          | 0     | 0     | 3      | 0      |
| 2009/10                     | Olympiakos Chersonissos | Griekenland    | Gamma Ethniki   | 9          | 3          | 0     | 0     | 9      | 3      |
| 2009/10                     | APS Panthrakikos        | Griekenland    | Super League    | 4          | 0          | 0     | 0     | 4      | 0      |
| 2010/11                     | APS Panthrakikos        | Griekenland    | Football League | 0          | 0          | 0     | 0     | 0      | 0      |
| 2010/11                     | Panachaiki GE           | Griekenland    | Gamma Ethniki   | 3          | 0          | 0     | 0     | 3      | 0      |
| 2011/12                     | Helmond Sport           | Nederland      | Eerste divisie  | 1          | 0          | 0     | 0     | 1      | 0      |
| 2011/12                     | AO Chania               | Griekenland    | Gamma Ethniki   | 11         | 0          | 0     | 0     | 11     | 0      |
| 2012/13                     | AO Chania               | Griekenland    | Gamma Ethniki   | 9          | 0          | 2     | 0     | 11     | 0      |
| 2013/14                     | AO Chania               | Griekenland    | Football League | 19         | 0          | 2     | 0     | 21     | 0      |
| 2014/15                     | AO Episkopi             | Griekenland    | Football League | 18         | 0          | 2     | 0     | 20     | 0      |
| Carrièretotaal              | Carrièretotaal          | Carrièretotaal | Carrièretotaal  | 77         | 3          | 6     | 0     | 83     | 3      |
| Bijgewerkt op 14 maart 2018 |                         |                |                 |            |            |       |       |        |        |